# David Popa
David Popa (sinh ngày 9 tháng 12 năm 1997) là một cầu thủ bóng đá người România thi đấu ở vị trí tiền đạo cho UTA Arad. Sinh ra ở Aiud, Alba County, Popa played at youth level for Metalul Aiud, Atletico Arad, UTA Arad, Birmingham City và Kettering Town.

## Sự nghiệp quốc tế
Popa thi đấu 1 trận cho U-19 România.